# Феддерс, Юлий Иванович

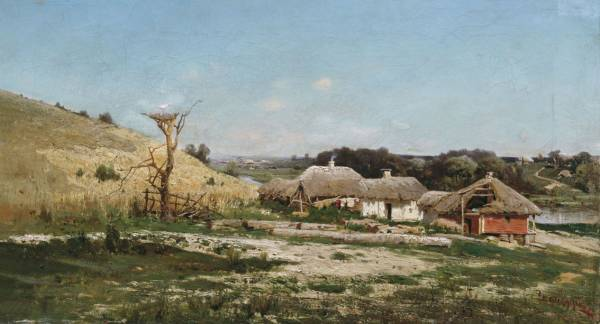
Юлий Феддерс.
«Пейзаж с хатами»

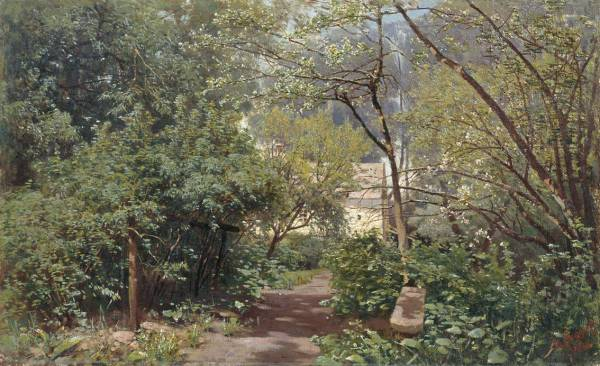
Юлий Феддерс.
«Запущенный сад» (1887)

Юлий Иванович Феддерс (19 июня 1838 года, Кокенгаузен (ныне Кокнесе), Лифляндская губерния—19 января 1909 года, Нежин, Черниговская губерния) — российский живописец-пейзажист, академик Императорской Академии художеств.
Дядя архитектора Петра Феддерса.

## Биография
Родился в 1838 году в селе Кокенгаузен, Лифляндской губернии.
Окончил гимназию пастора Бергмана в Риге. Намеревался посвятить себя медицине.
В 1856 году поступил в Императорскую Академию художеств.
Проучившись шесть лет, получил за свои работы две малые серебряные медали. Большое значение в формировании художественных взглядов Феддерса имеет дружба с товарищами по учёбе — Иваном Шишкиным, бароном Михаилом Клодтом 1-м, Карлом Гуном, в том числе теми, кто впоследствии стали передвижниками.
После вызванного смертью отца ухудшения материального положения Ю. Феддерс в 1863 году получил степень свободного художника и направился в Митаву, где до 1875 года работал преподавателем рисования в Митавском реальном училище.
С 1868 года по 1875 — фотограф-художник, владелец фотоателье.
В 1873 году за пейзаж «Ручей» Феддерс был удостоен звания художника второй ступени, а в 1874 году за выставленные в Академии художеств работы «Лес», «Буря» и «Бумажная фабрика в Лигатне» — звания художника первой степени.
В 1874 году за картину «Лес после бури» на выставке в Лондоне Феддерс получил серебряную медаль и стал членом Британской академии, а саму картину приобрел персидский шах.
В том же году художник продал фотомастерскую и отправился в путешествие по Норвегии.
В 1875 году он оставил должность преподавателя в Митаве и поехал стажироваться в Дюссельдорф у художника остзейского происхождения профессора Евгения Дюккера.
С 1876 по 1886 год жил в Белгороде, преподавал рисование в Учительском институте и городской гимназии.
С 1886 по 1898 год работал в Петербурге. С 1898 по 1905 год — снова в Белгороде.
В 1898 году работал в Малороссии.
В 1880 году получил звание академика.
Ю. Феддерс много участвовал в художественных выставках в России и за рубежом.
Помимо пейзажей, изображающих преимущественно виды Лифляндии, Санкт-Петербургской губернии и Малороссии, писал портреты.
Наиболее известные картины Юлия Феддерса — «Рыбачье гнездо», «Моя дача», «Сосна над обрывом» (Таганрогский художественный музей), «Река Луга» (Таганрогский художественный музей), «Смерч» (находилась на лондонской всемирной выставке 1874 года), «Зимняя картина» (находилась на берлинской юбилейной академической выставке 1886 года) и «Этюд с натуры. Близ Святогорского монастыря» (в Третьяковской галерее в Москве, приобретена Павлом Третьяковым у Феддерса в 1883 году).
Собрание картин Ю. И. Феддерса, около 80 полотен, находится в Художественном музее в Риге — это самая крупная коллекция работ мастера.
Отдельные работы экспонируются в музеях и галереях России, Украины, Эстонии, Бельгии и в частных собраниях. Местонахождение многих неизвестно.
Список произведений Ю. И. Феддерса в монографии А. Эглита и А. Лапиня (1958 год) включает более 300 картин и этюдов художника.
Юлий Иванович Феддерс скончался в Нежине 19 января (по старому стилю) 1909 года. Был похоронен на территории Иоанно-Милостивого православного кладбища на южной окраине города. После войны захоронение было утеряно, но сохранилось надгробие. В 1984 году, в связи со 145-летием со дня рождения художника, надгробие перенесли к церкви на Нежинском центральном кладбище.
В Нежине есть улица Юлия Феддерса, а на фасаде дома, где Феддерс провёл последние годы жизни, установлена мемориальная доска.
|  |  |  |  |  |  |